# Ernst Zündel

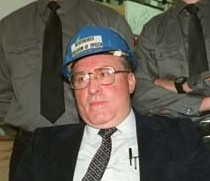
Ernst Zündel

Ernst Zündel (Calmbach, 24 aprile 1939 – Bad Wildbad, 7 agosto 2017) è stato un pubblicista tedesco. È noto soprattutto per le sue tesi sul negazionismo dell'Olocausto.

## Biografia e attività editoriale
Figlio di un boscaiolo, Ernst Zündel nacque in una fattoria della sua famiglia nella regione della Foresta Nera, in quella che allora era la Germania Ovest. Nel 1958, all'età di 19 anni, Zündel emigrò in Canada per evitare di fare il servizio militare.
In Canada lavorò inizialmente come grafico ottenendo anche un discreto successo, tanto che alcune sue opere apparvero sulla copertina della nota rivista nazionale canadese Maclean's. A partire dagli anni sessanta influenzato dalle idee negazioniste di Savitri Devi, Maurice Bardèche e Paul Rassinier, ha ripubblicato come editore scritti di tema storico e politico, la maggior parte dei quali costituiti da opuscoli che mettevano in discussione l'esistenza dell'Olocausto. Tra questi ripubblicò il noto opuscolo che negava il numero di sei milioni di morti nella Shoah degli ebrei, che stampò in proprio, ovvero: Did Six Million Really Die? del neonazista inglese Richard Verrall (firmato con lo pseudonimo "Richard E. Harwood"). Si interessò anche di pubblicazioni sulle medicine alternative e libri sugli UFO (come: UFO nazisti), in cui affermava che i dischi volanti sarebbero in realtà stati un'arma segreta sviluppata dal Terzo Reich e attualmente ancora nascosti in Antartide presso delle basi segreti sotterranee rifacendosi alla teoria della Terra cava.
Nel 1977 Zündel fondò una casa editrice denominata "Samisdat Publishers" che pubblicò una vasta produzione negazionista, con libri, opuscoli, volantini, notiziari e cassette audio e video. Ha inoltre distribuito altre pubblicazioni negazioniste, come il Rapporto Rudolf di Germar Rudolf, Occhio per occhio: la storia non raccontata della vendetta ebraica contro i tedeschi nel 1945 di John Sack e Suprematismo ebraico: il mio risveglio sulla questione ebraica di David Duke.
Nel 1978 visitò in India l'attivista neonazista Savitri Devi, di cui registrò una lunga intervista e ripropose la ristampa di alcuni suoi scritti.
A Zündel viene inoltre attribuito il libretto The Hitler We Loved and Why, falso storico fatto risalire agli anni trenta revisionista ed elogiativo nei confronti di Hitler, che avrebbe redatto sotto lo pseudonimo di Christof Friedrich assieme a Eric Thomson, sebbene Zündel ne abbia rifiutato la paternità. Zündel è stato fatto oggetto di tre attentati: una bomba (1984) ed un incendio doloso (1995) contro la sua abitazione, ed un pacco bomba (sempre nel 1995). Nessuno è mai stato condannato né processato per questi tre episodi.

## Processi
Spesso considerato vicino a posizioni neonaziste, Ernst Zundel subì un processo per "istigazione all'odio razziale" a causa del sito a suo nome gestito dalla moglie Ingrid Rimland, in cui figurano simboli con chiara allusione alla croce uncinata nazionalsocialista. Alla fine il tribunale canadese di Toronto dichiarò il sito illegale; tuttavia, essendo esso gestito negli Stati Uniti, il decreto di chiusura risultò non eseguibile.
La ripubblicazione dell'opuscolo Did Six Million Really Die? gli costò la denuncia, da parte di Sabrina Citron (socia dell'organizzazione Canadian Holocaust Remembrance Association), per "diffusione di false notizie" ed "istigazione all'odio razziale". Zündel divenne quindi famoso per i due processi a suo carico innanzi al tribunale di Toronto, svoltisi nel 1985 e 1988 e durati rispettivamente due e quattro mesi. Nel primo venne dichiarato colpevole e condannato a 15 mesi. La sentenza venne revocata nel gennaio 1987 dalla corte d'appello dell'Ontario per vizi di forma e successivamente venne aperto un secondo procedimento.
In questo secondo processo, avviato nel gennaio del 1988, depose a suo favore Fred Leuchter, che era stato raccomandato all'avvocato Barbara Kulaszka, membro del suo collegio difensivo, come esperto di camere a gas. Dopo aver esaminato e analizzato campioni tratti dalle strutture di Auschwitz (Birkenau) e aver visitato anche Majdanek, questi redasse un rapporto di 192 pagine, che sarebbe divenuto una delle basi delle tesi negazioniste. Secondo Leuchter, i locali da lui studiati non avrebbero potuto essere utilizzati come camere di sterminio, in quanto nei campioni sarebbero mancate tracce sufficienti dei residui di Zyklon B (acido cianidrico, utilizzato per le esecuzioni). A causa dell'inaffidabilità del testimone, il cosiddetto rapporto Leuchter non venne accettato dalla corte.
Questo rapporto ricevette in seguito numerose critiche e l'attendibilità di Leuchter come esperto venne messa in dubbio. Malgrado le energie e il denaro spesi per dimostrare le sue tesi, Zündel fu nuovamente dichiarato colpevole e condannato dalla Corte d'appello nel maggio del 1988, questa volta a nove mesi di carcere. In seguito, nel 1992 la Corte suprema del Canada - rigettando il ricorso di Zündel - riconobbe in senso generale la parziale incostituzionalità dell'articolo 181 del codice penale canadese, in base al quale era stato condannato. Alla fine degli anni novanta, mentre si raccoglievano nuove accuse contro di lui ed il suo sito, Zündel decise di lasciare il Canada per trasferirsi negli USA, in Tennessee.

## Arresto e detenzione
Nel febbraio 2003 Zündel fu arrestato dalle autorità statunitensi con l'accusa di violazione delle norme d'immigrazione e venne espulso dal paese; nel frattempo la Germania (paese di cui è nativo e cittadino) aveva spiccato un mandato di cattura contro di lui per il reato di incitamento all'odio etnico e razziale (Volksverhetzung). Zündel richiese al Canada lo status di rifugiato: benché infatti avesse vissuto in quel paese per circa quarant'anni e ne avesse fatto richiesta per due volte, non era mai riuscito ad ottenere la cittadinanza canadese e l'assenza prolungata degli ultimi anni gli aveva fatto perdere anche i diritti d'immigrato residente.
Il 2 maggio 2003 il Ministero dell'immigrazione canadese certificò che Zündel era "inammissibile" in Canada e il 24 febbraio 2005, il giudice Blais della Corte federale dell'Ontario diede il via libera all'estradizione di Zündel, dichiarando valido il certificato emesso dal ministero e definendo inoltre Zündel una minaccia per la sicurezza nazionale e "una minaccia alla comunità internazionale delle nazioni" a causa della sua appartenenza al "White Supremacist Movement" neonazista e antisemita, nel quale rappresentava una figura di primo piano, dei suoi contatti con numerose altre organizzazioni dell'estrema destra internazionale e del supporto prestato ai neonazisti canadesi del "National Socialist Party" di Adrian Arcand. Il primo marzo 2005 Zündel è stato estradato e, una volta giunto a destinazione, immediatamente arrestato dalle autorità tedesche e rinchiuso nel carcere di Mannheim.
Durante il processo in Germania gli avvocati della difesa furono:
- Sylvia Stolz, esclusa dalla difesa a causa del suo ostruzionismo contro la corte il 9 marzo 2006, in seguito firmò un atto legale con il saluto nazista "Heil Hitler". A causa delle sue affermazioni neonaziste e antisemite è stata condannata nel 2008 dal tribunale di Mannheim a tre anni e mezzo di prigione e a cinque anni di esclusione dalla professione forense per incitamento all'odio etnico e razziale e per negazione dell'Olocausto (punita dalla legge tedesca).[14]
- Jürgen Rieger, membro della direzione del Partito Nazionaldemocratico di Germania e in passato membro della Wiking-Jugend, organizzazione neonazista giovanile dichiarata incostituzionale in Germania nel 1994 e dell'associazione neonazista Freiheitliche Deutsche ArbeiterPartei, dichiarata incostituzionale l'anno successivo.
- Herbert Schaller, veterano avvocato austriaco che ha difeso i principali sostenitori del negazionismo, tra cui David Irving. Ha presentato alla conferenza negazionista di Teheran del 2007, patrocinata dal presidente iraniano Mahmud Ahmadinejad, un rapporto sugli aspetti legali penali del problema dell'olocausto.[15]

A questi si aggiungeva l'assistente della Stolz, Horst Mahler, negli anni settanta sostenitore dell'organizzazione terroristica tedesca RAF, e più tardi passato all'estrema destra, aderendo nel 2000 al Partito Nazionaldemocratico di Germania, al quale era stato proibito di esercitare la professione nel 2004 per incitamento all'odio razziale.
Il processo si è chiuso il 15 febbraio 2007 con la condanna di Zündel alla massima pena, cioè cinque anni di reclusione. In settembre la Corte suprema tedesca ha rigettato il suo appello per detrarre dalla pena i due anni trascorsi in prigione in Canada prima della sua estradizione in Germania, e in novembre la Corte costituzionale di Karlsruhe ha ugualmente rigettato il suo ricorso. Zündel è uscito dal carcere di Mannheim il 1º marzo 2010.